# 7月16日
7月16日（しちがつじゅうろくにち）は、グレゴリオ暦で年始から197日目（閏年では198日目）にあたり、年末まであと168日ある。

## できごと

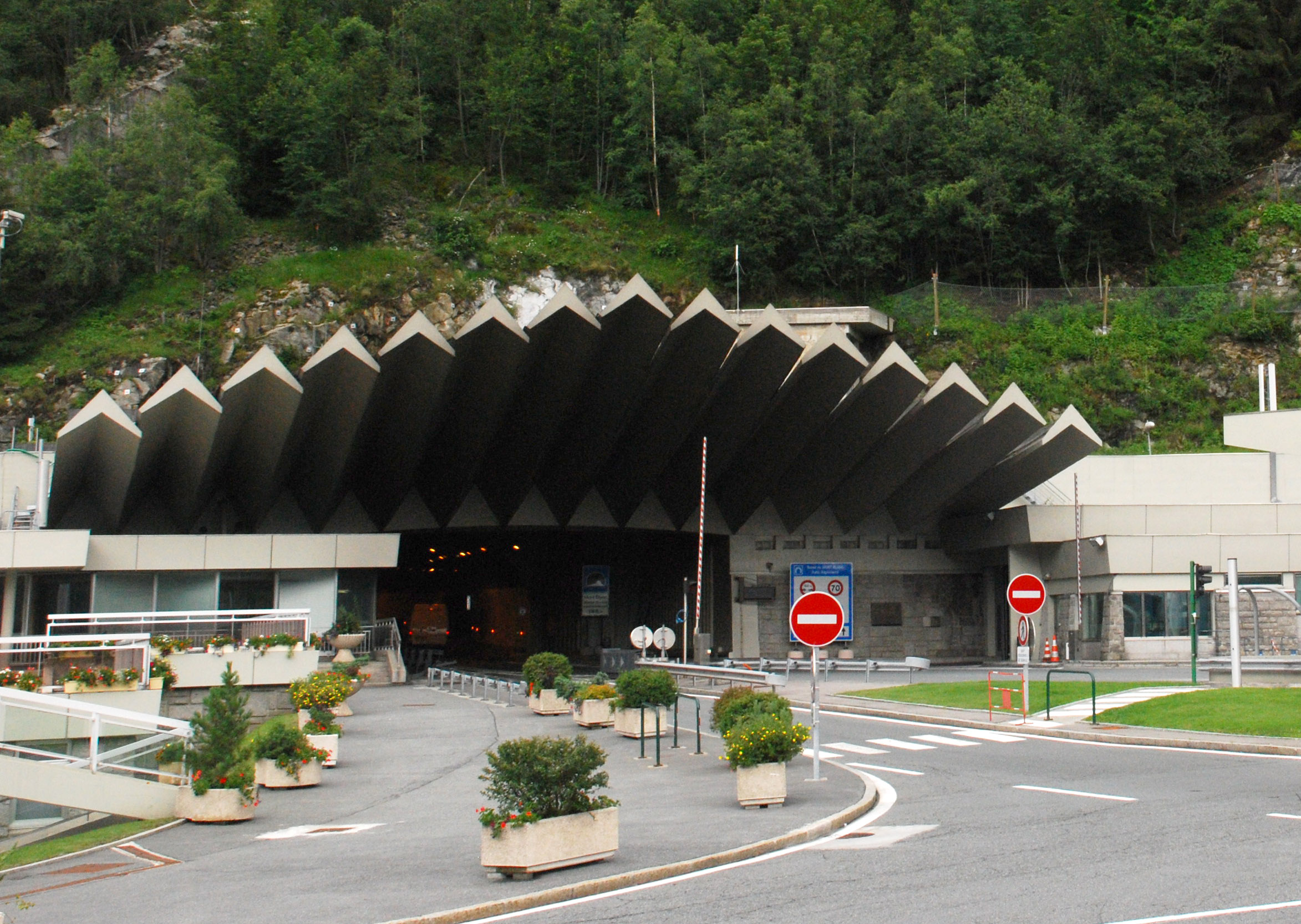
イタリアとフランスをつなぐモンブラントンネルの開通式（1965）。画像はフランス側の出入口

- 622年 - ヒジュラ暦1年1月1日[1]。ヒジュラとは、預言者ムハンマドが、メッカの迫害から逃れメディナに移住（ヒジュラ）した日を指す[2]。イスラム暦(ヒジュラ暦)はこの日から起算する[3]。
- 1054年 - 東西教会の分裂: カトリック教会の使節としてコンスタンディヌーポリを訪問していた枢機卿フンベルトが、正教会のコンスタンディヌーポリ総主教ミハイル1世とその同調者に対する破門状を聖堂の宝座に叩きつける。ミハイル1世もフンベルト一行を破門。（東西教会の相互破門）
- 1212年 - レコンキスタ: アンダルシア州のナバス・デ・トロサで、イベリア半島のカトリック諸国と騎士修道会の連合軍がムワッヒド朝の軍を破る。（ナバス・デ・トロサの戦い）
- 1224年（元仁元年6月28日） - 北条泰時が鎌倉幕府第3代執権に就任。
- 1377年 - イングランド王リチャード2世が戴冠。
- 1582年（天正10年6月27日） - 清洲会議が開かれ、羽柴秀吉が推す三法師（後の織田秀信）が織田信長の後継者に決まる[4]。
- 1661年 - ストックホルム銀行が、世界初の国家の承認を受けた紙幣を発行する[5]。
- 1683年（康熙22年6月22日） - 澎湖海戦が終結。清が鄭成功の鄭氏政権を破り、台湾を版図におさめる。
- 1779年 - アメリカ独立戦争: ストーニーポイントの戦い。
- 1782年 - モーツァルト作曲の歌劇『後宮からの誘拐（逃走）』がウィーンで初演される[6]。
- 1790年 - アメリカ合衆国の新しい首都としてコロンビア特別区（現 ワシントンD.C.）を設置する首都立地法が発効。
- 1834年 - 第2代メルバーン子爵ウィリアム・ラムがイギリスの27代首相に就任。
- 1861年 - 南北戦争: 北軍の35,000名の兵が第一次ブルランの戦いのためにワシントンを出発。
- 1885年 - 日本鉄道・大宮駅 - 宇都宮駅（現在の東北本線）が開業。
- 1894年 - 日英通商航海条約調印。初めて領事裁判権が撤廃されるが、関税自主権は回復されず。
- 1898年 - 明治民法の家族法が制定され、日本の家族制度が夫婦別姓から夫婦同姓へはじめて移行した
- 1909年 - イラン立憲革命: 王朝により戒厳令が敷かれたイランの首都テヘランに、イレシト市民軍とバフティヤーリー族らが南北から攻撃を加え、立憲制を回復。しかし、立憲制はその後1911年にイギリスの黙認を得たロシアの直接的軍事介入によって崩壊した[7]。
- 1917年（ユリウス暦7月3日） - ロシア革命: 七月蜂起（七月事件）。ロシア・ペトログラードでボリシェヴィキが武装デモ。7月18日（ユリウス暦7月7日）にロシア臨時政府により鎮圧。
- 1920年 - 阪急神戸本線・阪急伊丹線開業。

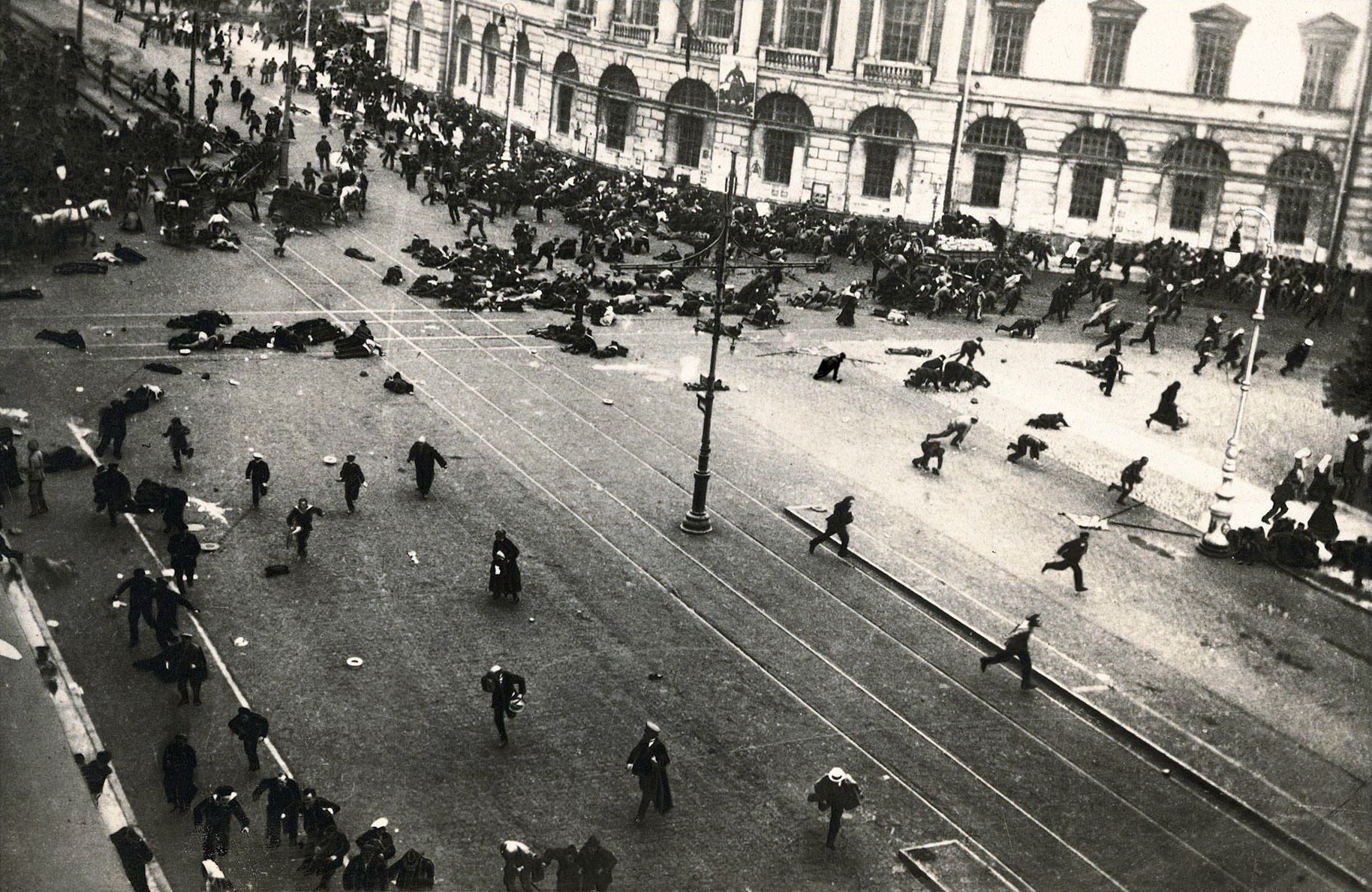
ロシア革命、七月蜂起(1917)。画像は17日のペトログラード

- 1935年 - オクラホマ州オクラホマシティに世界初のパーキングメーターを設置[8]。
- 1935年 - 林銑十郎陸相と永田鉄山軍務局長が教育総監・真崎甚三郎を罷免。
- 1940年 - 陸軍の画策で畑俊六陸相が辞職し、後任の陸相を陸軍が推挙しなかったため、米内内閣が総辞職。
- 1941年 - ニューヨーク・ヤンキースのジョー・ディマジオ選手が、メジャーリーグ記録となる56試合連続安打を達成。
- 1941年 - 第2次近衛内閣が総辞職。
- 1942年 - ホロコースト: ナチス・ドイツ占領下のフランスでユダヤ人13,000人が一斉に検挙される。（ヴェロドローム・ディヴェール大量検挙事件）
- 1945年 - マンハッタン計画: アメリカ合衆国がニューメキシコ州アラモゴードにおいて、人類初の原子爆弾の実験に成功。（トリニティ実験）
- 1948年 - キャセイ・パシフィック航空機ハイジャック事件。ハイジャック犯が機長・副機長を射殺した結果ハイジャック機が墜落、25名の死者を出す。
- 1949年 - フェイ台風が翌17日にかけて九州西側をかすめて北上。集中豪雨により死者29人、行方不明13人。全壊家屋150戸、床上浸水2054戸[9]。
- 1950年 - 1950 FIFAワールドカップの決勝リーグ第3戦がリオデジャネイロのマラカナン・スタジアムで行なわれ、ウルグアイがブラジルに2-1で逆転勝ちを決め2度目の優勝を果たす。（マラカナンの悲劇）
- 1951年 - J・D・サリンジャー作の小説『ライ麦畑でつかまえて』が発刊[10]。
- 1957年 - アメリカ海兵隊のジョン・ハーシェル・グレンがF8Uクルセイダー戦闘機により初の超音速によるアメリカ大陸横断を実施。3時間23分でロサンゼルスからニューヨークまでを飛行。
- 1963年 - 名神高速道路の栗東 - 尼崎が開通。日本初の都市間高速道路（高速自動車国道）。
- 1965年 - イタリアとフランスを結ぶモンブラントンネルの開通式。7月19日に一般への供用を開始。
- 1969年 - 世界初の有人月宇宙船「アポロ11号」打ち上げ。
- 1971年 - 7月16日から18日にかけて、兵庫県相生市や佐用町周辺で局地的な大雨が降る。相生市では河川の増水により橋が流失。土砂災害も相次ぎ、死者19人、重傷者26人の被害となった[11]。
- 1972年 - 大相撲名古屋場所でハワイ出身の高見山が、外国人力士として初めて幕内優勝を果たす[12]。
- 1978年 - 西ドイツのボンで第4回主要国首脳会議（ボン・サミット）が開幕、会期は7月17日まで。
- 1979年 - イラク大統領アフマド・ハサン・アル＝バクルが辞任を表明し、政権ナンバー2のサッダーム・フセインが大統領に就任。
- 1981年 - マハティール・ビン・モハマドがマレーシアの首相に就任。以降2003年まで22年間在任。
- 1987年 - 福島県のJR東日本・会津線が第三セクター鉄道・会津鉄道に転換。
- 1987年 - 富士山麓の忍野八海にてダイバー2人死亡。
- 1988年 - 宮福鉄道宮福線（現在の京都丹後鉄道宮福線）が開通。
- 1989年 - 越前海岸崩落事故。福井県丹生郡越前町玉川の国道305号線で岩盤が崩落する事故で15人死亡。
- 1990年 - バギオ大地震。
- 1993年 - 神奈川県横浜市に超高層ビルでは当時日本一の高さとなる横浜ランドマークタワーが開業。
- 1994年 - この日から7月22日までの間、多数の破片に分裂したシューメーカー・レヴィ第9彗星が相次いで木星に衝突する[13]。
- 1994年 - 1992年から行われた青森県運動公園の拡張事業に伴う三内丸山遺跡の大規模発掘調査で、直径約1ｍものクリの木柱が発見されたことを朝日新聞が報道。吉野ヶ里遺跡を5,000年もさかのぼる縄文期に巨大な建造物の存在した可能性が指摘され、縄文フィーバーのさきがけになった[14]。
- 1997年 - 臓器の移植に関する法律公布。
- 1997年 - ダウ平均株価が8000ドルを突破する[15]。
- 1999年 - ジョン・F・ケネディの長男ジョン・フィッツジェラルド・ケネディ・ジュニアが操縦する小型飛行機がロングアイランド沖で墜落。乗っていた3人全員が死亡。
- 1999年 - 上野駅と札幌駅を結ぶ夜行寝台特急「カシオペア」が運転開始[16]。
- 1999年 - 排気量50cc超のトライクは道路運送車両法上では側車付二輪車（サイドカー）になり、道路交通法上では普通自動車免許で運転できることが明確に規定される。
- 2004年 - 性同一性障害特例法が施行。
- 2007年 - 午前10時13分、マグニチュード6.8で最大震度6強の新潟県中越沖地震発生。柏崎市を中心に被害が発生。死者10人、重軽傷者1700人以上。
- 2008年 - 愛知バスジャック事件: JR東海バスの名古屋発東京行きの高速バスを、山口県在住の少年がバスジャック。乗客・乗員は全員無事[17]。
- 2020年 - 将棋の藤井聡太七段が、ヒューリック杯棋聖戦五番勝負の第4局で渡辺明棋聖に勝利、シリーズ戦績3勝1敗でタイトル奪取に成功し、最年少17歳11カ月でのタイトル獲得に成功した[18]。
- 2022年 - 世界陸上の男子100m競技において、サニブラウン・アブデル・ハキームが日本人選手として初めて決勝に進出し、7位になる[19]。

## 誕生日

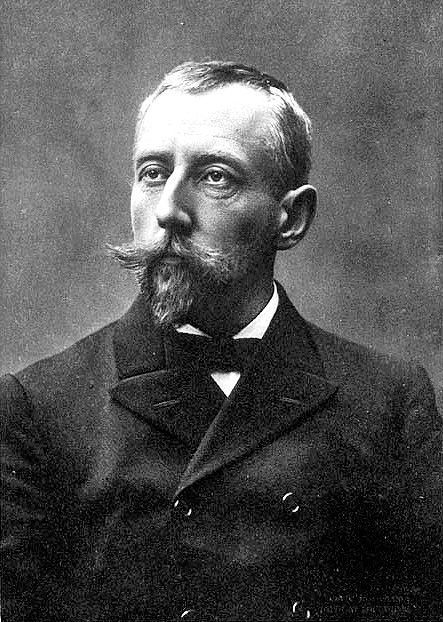
探検家ロアール・アムンセン(1872-1928)誕生。人類初の南極点到達を達成。

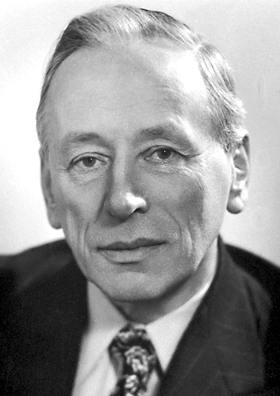
位相差顕微鏡を発明した物理学者、フリッツ・ゼルニケ(1888-1963)誕生。

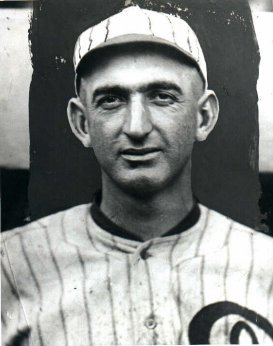
メジャーリーガー、シューレスジョー・ジャクソン(1887-1951)誕生。

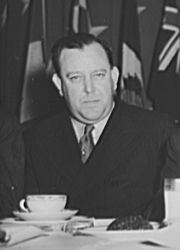
初代国際連合事務総長、トリグブ・リー(1896-1968)誕生。

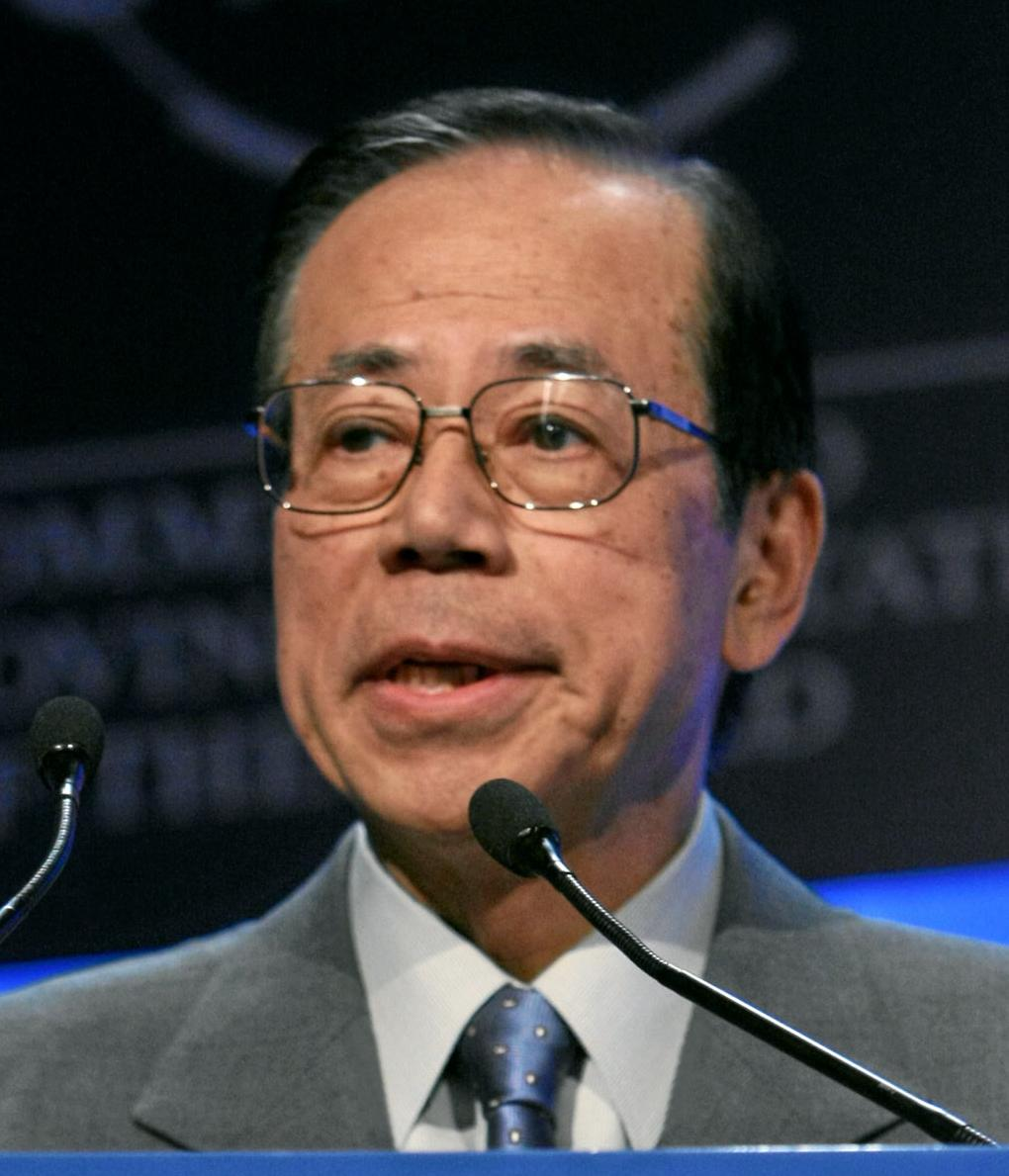
第91代日本国内閣総理大臣、福田康夫(1936-)誕生。

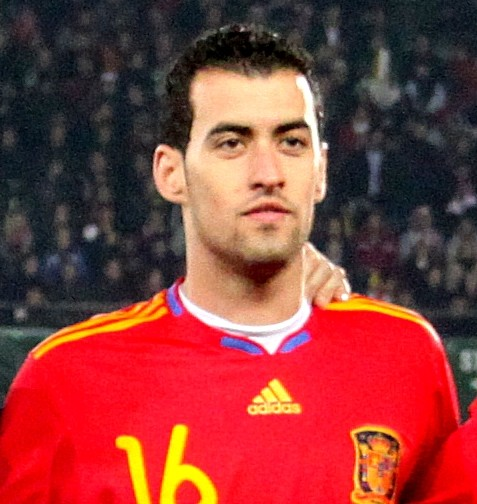
スペインのサッカー選手、ブスケッツ(1988-)誕生。

- 1486年 - アンドレア・デル・サルト、画家（+ 1530年）
- 1723年 - ジョシュア・レノルズ、画家（+ 1792年）
- 1746年 - ジュゼッペ・ピアッツィ、天文学者（+ 1826年）
- 1773年 - ヨセフ・ユングマン、言語学者、詩人（+ 1847年）
- 1816年 - アントワーヌ・マルモンテル、ピアニスト、教育者、著述家（+ 1898年）
- 1827年（文政10年6月23日） - 小栗忠順、江戸幕府勘定奉行、万延元年遣米使節団監察（+ 1868年）
- 1827年（文政10年6月23日） - 加納宗七、紀州藩の御用商人（+ 1887年）
- 1858年 - ウジェーヌ・イザイ、指揮者、作曲家、ヴァイオリニスト（+ 1931年）
- 1860年 - オットー・イェスペルセン、言語学者（+ 1943年）
- 1863年 - ファニー・ブルームフィールド・ツァイスラー、ピアニスト（+ 1927年）
- 1869年 - 棚橋源太郎、理科教育指導者、東京博物館（現国立科学博物館）初代館長（+ 1961年）
- 1872年 - ロアール・アムンセン、探検家（+ 1928年）
- 1883年 - チャールズ・シーラー、画家、写真家（+ 1965年）
- 1887年 - ジョー・ジャクソン、元野球選手（+ 1951年）
- 1896年 - トリグブ・リー、初代国連事務総長（+ 1968年）
- 1900年 - 山田無文、禅僧（+ 1988年）
- 1906年 - 市丸、芸者歌手（+ 1997年）
- 1907年 - バーバラ・スタンウィック、女優（+ 1990年）
- 1910年 - 石田周三、動物生理学者（+ 1985年）
- 1911年 - ジンジャー・ロジャース、女優（+ 1995年）
- 1913年 - 桂三千夫、歌手、声優（+ 1996年）
- 1915年 - 青木半治、スポーツ指導者、日本陸上競技連盟第5代会長、日本体育協会第11代会長（+ 2010年）
- 1919年 - 崔圭夏、政治家、第10代大韓民国大統領（+ 2006年）
- 1922年 - 朝倉摂、舞台美術家、画家（+ 2014年）
- 1925年 - フランク・ジョーブ、整形外科医（+ 2014年）
- 1926年 - アーウィン・ローズ、生物学者（+ 2015年）
- 1931年 - 田村憲司、実業家（+ 2021年）
- 1932年 - 鈴木実、児童文学作家、教育者
- 1936年 - 福田康夫、政治家、第91代内閣総理大臣
- 1936年 - 木之下晃、写真家（+ 2015年）
- 1936年 - 伴野朗、小説家（+ 2004年）
- 1937年 - 加茂さくら、女優、元宝塚歌劇団（+ 2024年）
- 1937年 - 西本道則、元プロ野球選手
- 1939年 - 鈴木良三、元サッカー選手
- 1941年 - 酒井忠康、美術評論家、世田谷美術館館長
- 1941年 - 村瀬広基、元プロ野球選手
- 1942年 - 山口富士雄、元プロ野球選手
- 1942年 - マーガレット・スミス・コート、テニス選手
- 1942年 - 磯部琇三、天文学者（+ 2006年）
- 1942年 - 浮谷東次郎、レーサー（+ 1965年）
- 1943年 - 六代桂文枝、落語家、タレント
- 1943年 - 石川鷹彦、ギタリスト、アレンジャー（元六文銭）
- 1945年 - 林みのる、実業家
- 1946年 - 古川登志夫[20]、声優
- 1946年 - 浅野碩也、実業家
- 1947年 - 笠松茂、元体操選手、1972年ミュンヘン五輪金メダリスト
- 1948年 - ラーシュ・ラーゲルベック、元サッカー選手、指導者
- 1948年 - ピンカス・ズーカーマン、ヴァイオリニスト
- 1948年 - 山本道子[21]、女優
- 1949年 - 松本隆、作詞家
- 1951年 - ロン・シェーバー、フィギュアスケート選手
- 1952年 - 白取祐司、刑事訴訟法学者、弁護士
- 1952年 - 市村則紀、元プロ野球選手
- 1952年 - スチュワート・コープランド、ドラマー（ポリス）
- 1957年 - 安田あきえ、声優
- 1957年 - 高橋伸夫、経営学者
- 1957年 - 篠塚和典、元プロ野球選手
- 1958年 - 山本精一、ミュージシャン
- 1959年 - 古手川祐子、女優
- 1959年 - 中園ミホ、脚本家
- 1959年 - 内藤喜文、政治家、神奈川県足柄下郡湯河原町長
- 1960年 - 真山惠衣、女優、声優
- 1960年 - CHAKA、歌手
- 1961年 - 高田博久、元プロ野球選手
- 1961年 - 成田幸洋、元プロ野球選手
- 1961年 - 加藤覚、元陸上競技選手
- 1962年 - はた万次郎、漫画家
- 1962年 - ウベ・ホーン、やり投選手
- 1963年 - 三浦俊也、元サッカー選手、指導者
- 1963年 - フィービー・ケイツ、女優
- 1964年 - ミゲル・インドゥライン、自転車プロロードレース選手
- 1964年 - 市村浩一郎、政治家
- 1965年 - 片桐麻美、シンガーソングライター
- 1966年 - 渡辺玲子、ヴァイオリニスト
- 1966年 - 玉海力剛、元大相撲力士、元総合格闘家
- 1966年 - 松田和久、元プロ野球選手
- 1966年 - ブルー・デーモン・ジュニア、プロレスラー
- 1967年 - 榊原大、ピアニスト、作曲家、編曲家
- 1967年 - 鈴木史朗、元官僚、政治家、長崎県長崎市長
- 1967年 - 細谷英宣、元アナウンサー
- 1967年 - ウィル・フェレル、俳優、コメディアン
- 1967年 - 大竹秀之、バレーボール選手
- 1968年 - 西村秀嗣、元プロ野球選手
- 1968年 - バリー・サンダース、元アメリカンフットボール選手
- 1969年 - 戦闘竜、総合格闘家、元大相撲力士
- 1969年 - 上中吉成、元プロ野球選手
- 1970年 - 柿沼康二、書家、アーティスト
- 1970年 - 増子有人、アナウンサー
- 1970年 - 藤田将弘、元バスケットボール選手、指導者
- 1971年 - 高橋光、スタントマン、俳優
- 1971年 - 高橋裕、アナウンサー
- 1971年 - エヴェリン・グロスマン、フィギュアスケート選手
- 1971年 - コリー・フェルドマン、俳優
- 1972年 - 児嶋一哉、お笑いタレント、俳優（アンジャッシュ）
- 1972年 - 新明正広、元サッカー選手
- 1973年 - 袴田吉彦、俳優
- 1973年 - 山田賢治、アナウンサー
- 1973年 - 大月勇、元アナウンサー
- 1974年 - 小米良啓太、お笑い芸人
- 1974年 - 3代目林家菊丸、落語家
- 1974年 - 今井圭吾、元プロ野球選手
- 1975年 - 河合竜児、元バスケットボール選手、指導者
- 1975年 - 井上貴朗、元プロ野球選手
- 1975年 - 橋本大祐、元プロ野球選手
- 1976年 - 塚本まり子、モデル（元AKB48）
- 1977年 - 香月千鶴、アナウンサー、プロデューサー
- 1977年 - 長谷川昌幸、元プロ野球選手
- 1977年 - 新井峰秀、元プロ野球選手
- 1978年 - 鈴木利典、俳優
- 1978年 - ひろせまい、女優
- 1978年 - 平井直人、サッカー選手
- 1978年 - 沢村玲子、元女優
- 1979年 - 町田マリー、女優
- 1979年 - 戸田康平、シンガーソングライター
- 1979年 - コタニキンヤ.、歌手
- 1979年 - 山口トンボ、作家、元芸人
- 1979年 - 田澤勇気、サッカー選手
- 1979年 - 板橋裕也、元サッカー選手
- 1979年 - 中村真衣、元水泳選手
- 1980年 - 加藤頼、俳優
- 1980年 - 高橋慎治、元バレーボール選手、指導者
- 1980年 - 鹿島丈博、元体操選手
- 1981年 - 大柴タクマ、ダンサー、振付師
- 1981年 - 白乃波寿洋、元大相撲力士
- 1981年 - ユッカ・コスキネン、ヘヴィメタル・ミュージシャン
- 1982年 - 村田洋子、元タレント
- 1983年 - 白川峻、俳優
- 1983年 - 藤村享平、映画監督
- 1984年 - 三浦歩惟、バスケットボール選手
- 1985年 - 尾上寛之、俳優
- 1985年 - 若三藤成豊、元大相撲力士
- 1985年 - 日笠陽子、声優
- 1985年 - 藤東知夏、声優
- 1985年 - デヤン・ヤコヴィッチ、サッカー選手
- 1986年 - 植田健、俳優
- 1986年 - 小笠原健、俳優
- 1986年 - 宇野実彩子、歌手（AAA）
- 1986年 - 諸見里しのぶ、プロゴルファー
- 1986年 - 石橋佳大、元総合格闘家
- 1987年 - Aya、元歌手、元ダンサー（元Dream、元E-girls）
- 1987年 - シュウペイ、お笑いタレント（ぺこぱ）
- 1987年 - 松田まどか、女優
- 1987年 - ムサ・デンベレ、サッカー選手
- 1988年 - 瀬尾夏美、画家、作家
- 1988年 - 佐久間信子、元女優、元タレント
- 1988年 - 新川織部、元サッカー選手
- 1988年 - セルヒオ・ブスケッツ、サッカー選手
- 1989年 - 田児賢一、バドミントン選手
- 1989年 - ガレス・ベイル、サッカー選手
- 1990年 - ダレノガレ明美、ファッションモデル、タレント
- 1990年 - 湯川舞、グラビアアイドル
- 1990年 - 溝江明香、ビーチバレー選手
- 1990年 - ヨハン・ザルコ、オートバイレーサー
- 1990年 - 車永煥、サッカー選手
- 1990年 - ヴィック・バラード、アメリカンフットボール選手
- 1990年 - ラトカ・バールトヴァー、フィギュアスケート選手
- 1990年 - グラント・ホッホスタイン、フィギュアスケート選手
- 1991年 - 松本翼、元俳優
- 1991年 - 木下稜介、プロゴルファー
- 1991年 - トミー・ジョゼフ、プロ野球選手
- 1991年 - アンドロス・タウンゼント、サッカー選手
- 1992年 - ジョアン・ヤマザキ、タレント
- 1992年 - 山田哲人、プロ野球選手
- 1992年 - はじり、お笑い芸人（ネイビーズアフロ）
- 1992年 - 八木かなえ、ウェイトリフティング選手
- 1992年 - 中尾真亜理、日本海テレビアナウンサー、バドミントン選手
- 1992年 - 進藤拓也、元プロ野球選手
- 1993年 - 松田利冴、声優
- 1993年 - 高橋諒、サッカー選手
- 1993年 - 宮之原健、元プロ野球選手
- 1994年 - 清水くるみ、女優
- 1994年 - 茜屋日海夏[22]、声優、歌手
- 1994年 - 三島藍伴、ラグビー選手
- 1994年 - マーク・インデリカート、俳優
- 1995年 - 田村和希、陸上選手
- 1996年 - 藤井夏恋、歌手、ダンサー、ファッションモデル（元Happiness、元E-girls）
- 1996年 - 渡邉剣、俳優
- 1997年 - 美月絢音、グラビアアイドル
- 1998年 - 平田梨奈[23]、グラビアアイドル（元AKB48）
- 1998年 - 高橋太一、ラグビー選手
- 1998年 - 高橋菜々美、元声優
- 1998年 - 勝南桜聡太、元大相撲力士
- 1998年 - 松野莉奈、アイドル、モデル、女優（私立恵比寿中学）（+ 2017年）
- 1999年 - 小野寺晃良、俳優
- 1999年 - 吉越拓矢、俳優
- 1999年 - 琴川あみ、アイドル
- 2000年 - 早川渚紗、グラビアアイドル（Pimm's）
- 2000年 - 山本龍平、サッカー選手
- 2001年 - 三浦稜介、プロアイスホッケー選手
- 2001年 - 三原秀真、サッカー選手
- 2002年 - 富永夢有、アイドル（元NGT48）
- 2002年 - 山下舜平大、プロ野球選手
- 2003年 - 長野凌大[24]、俳優、歌手（原因は自分にある。）
- 2003年 - 大和優槻、サッカー選手
- 2005年 - 堀柊那、プロ野球選手
- 2005年 - 瀬戸口心月、アイドル（乃木坂46）
- 生年不詳 - 高翔みず希、女優、元宝塚歌劇花組組長
- 生年不詳 - 黒猫、歌手（陰陽座）
- 生年不詳 - サアヤイト、アイドル（WAgg）
- 生年不詳 - 石川桃子、声優
- 生年不詳 - 小鹿るな、声優
- 生年不詳 - 佐藤奏美、声優
- 生年不詳 - 大橋エリ、グラス・ハープ、マリンバ、打楽器奏者

## 忌日

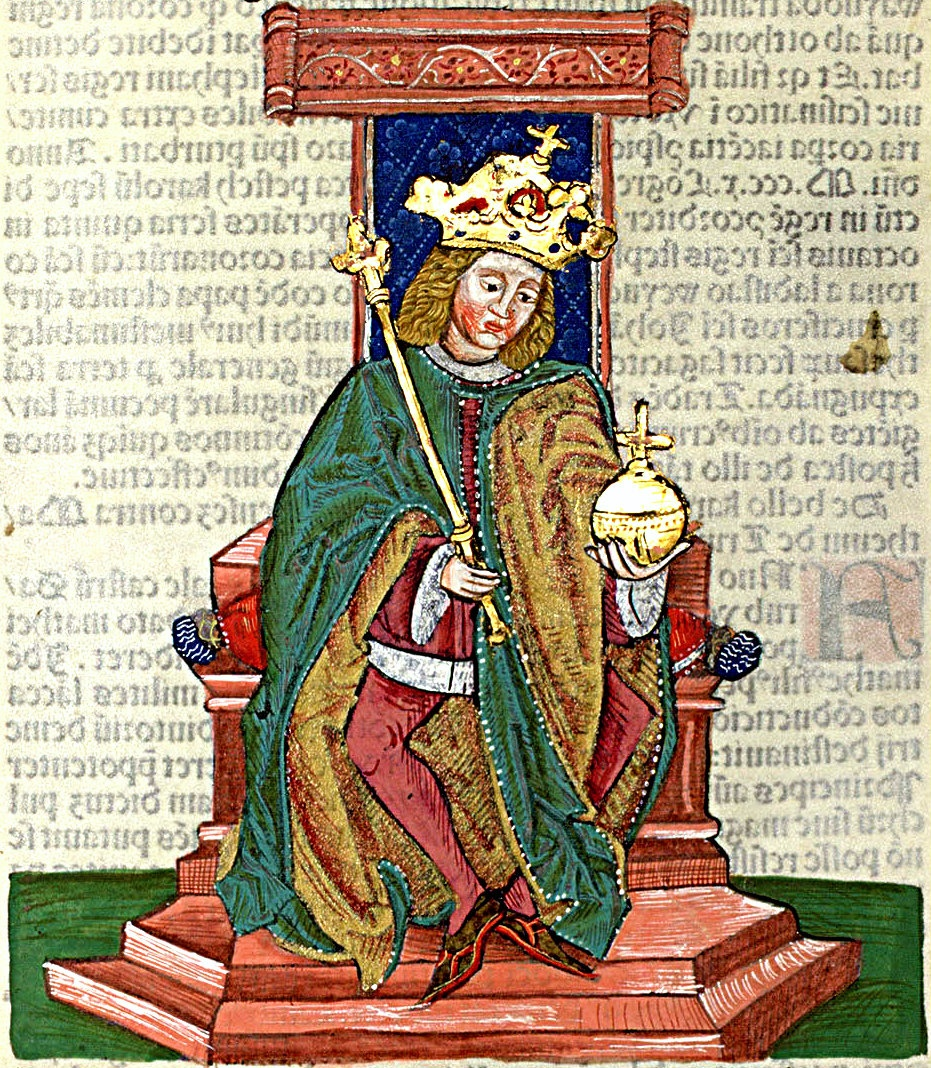
ハンガリー王カーロイ1世(1288-1342)没。

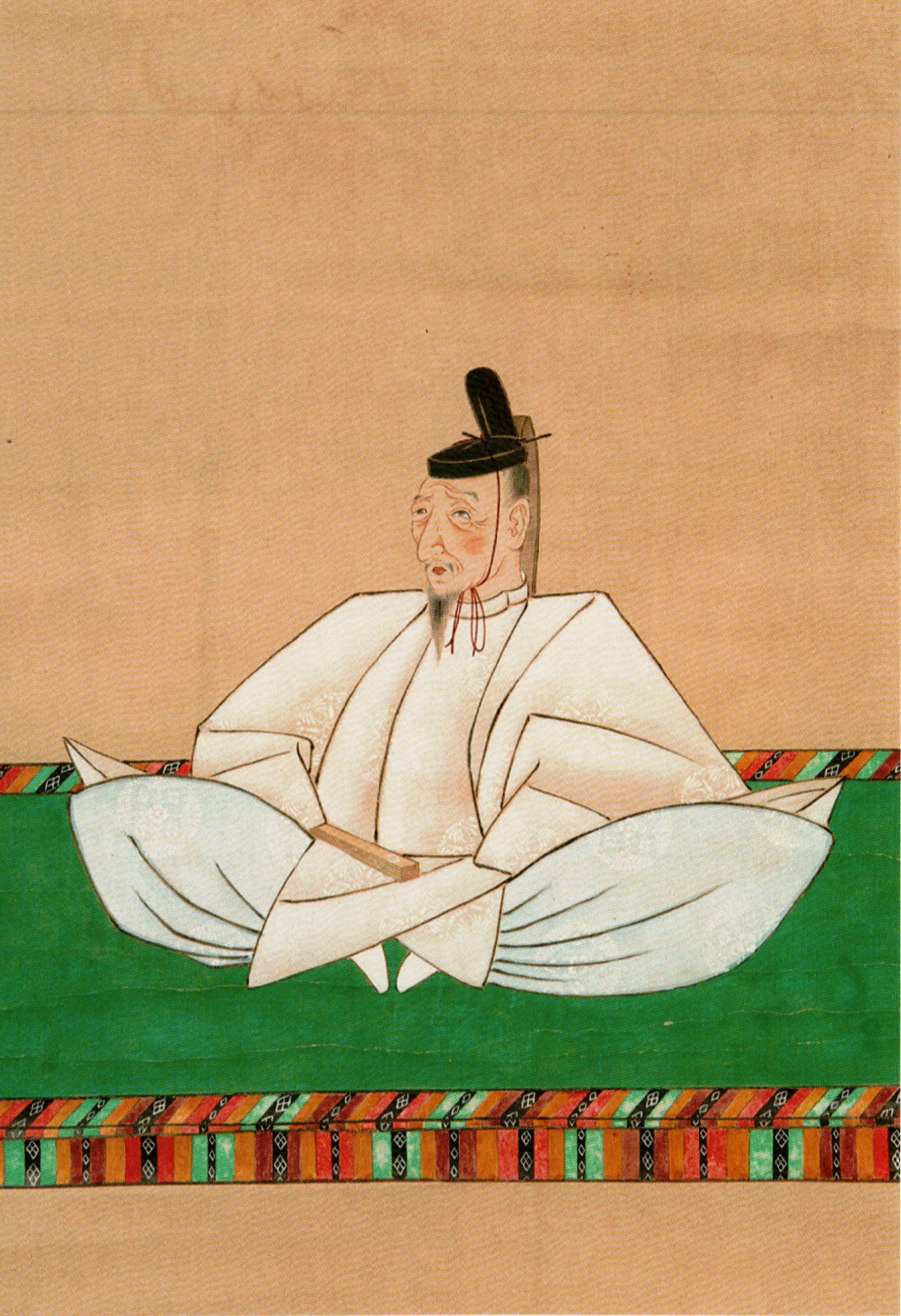
公家二条良基(1320-1388)没。連歌の大成者。

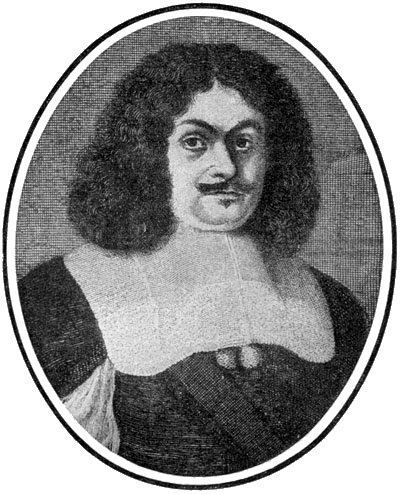
詩人アンドレアス・グリューフィウス(1616-1664)没。

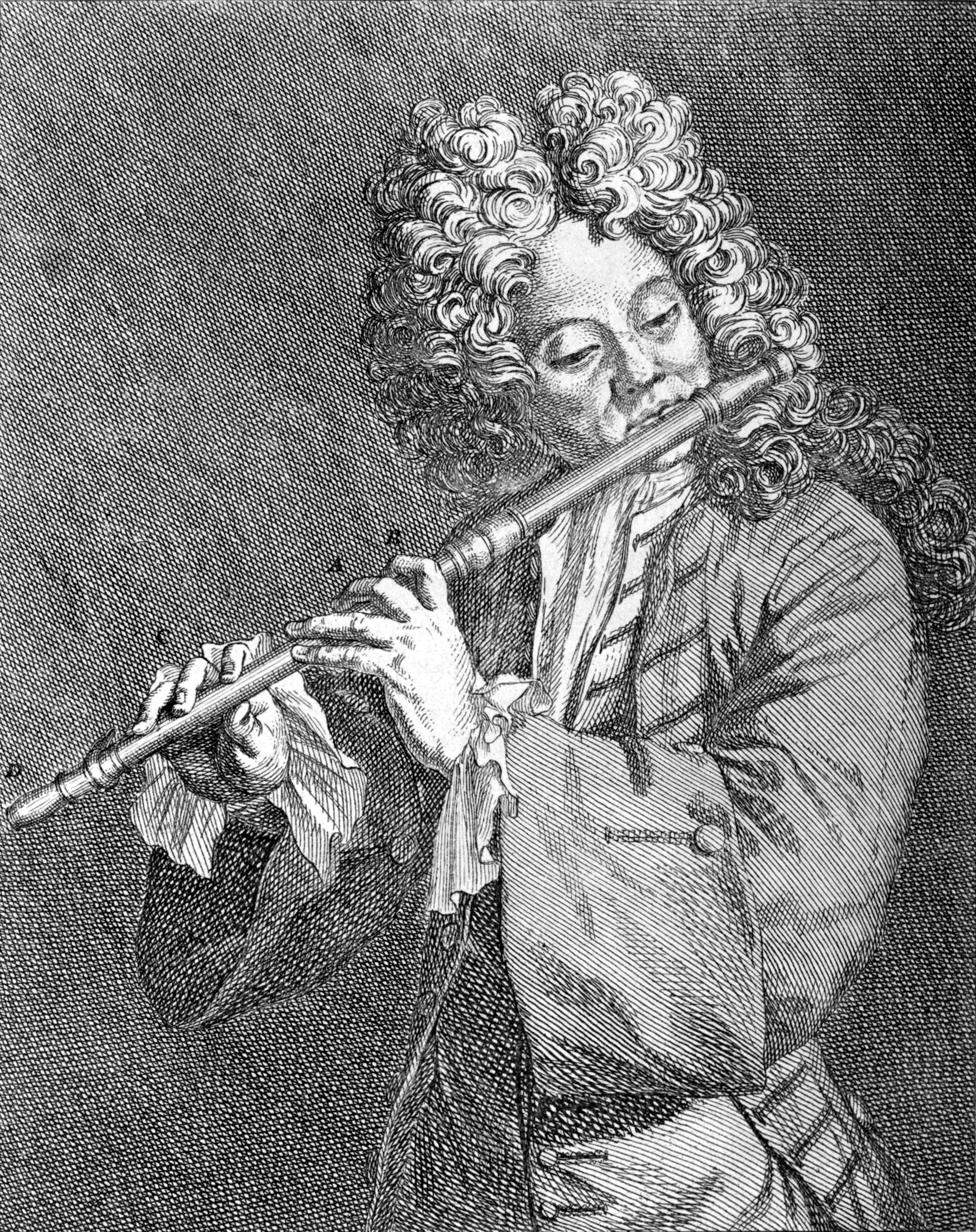
作曲家・フルート奏者ジャック・オトテール(1674-1763)没。

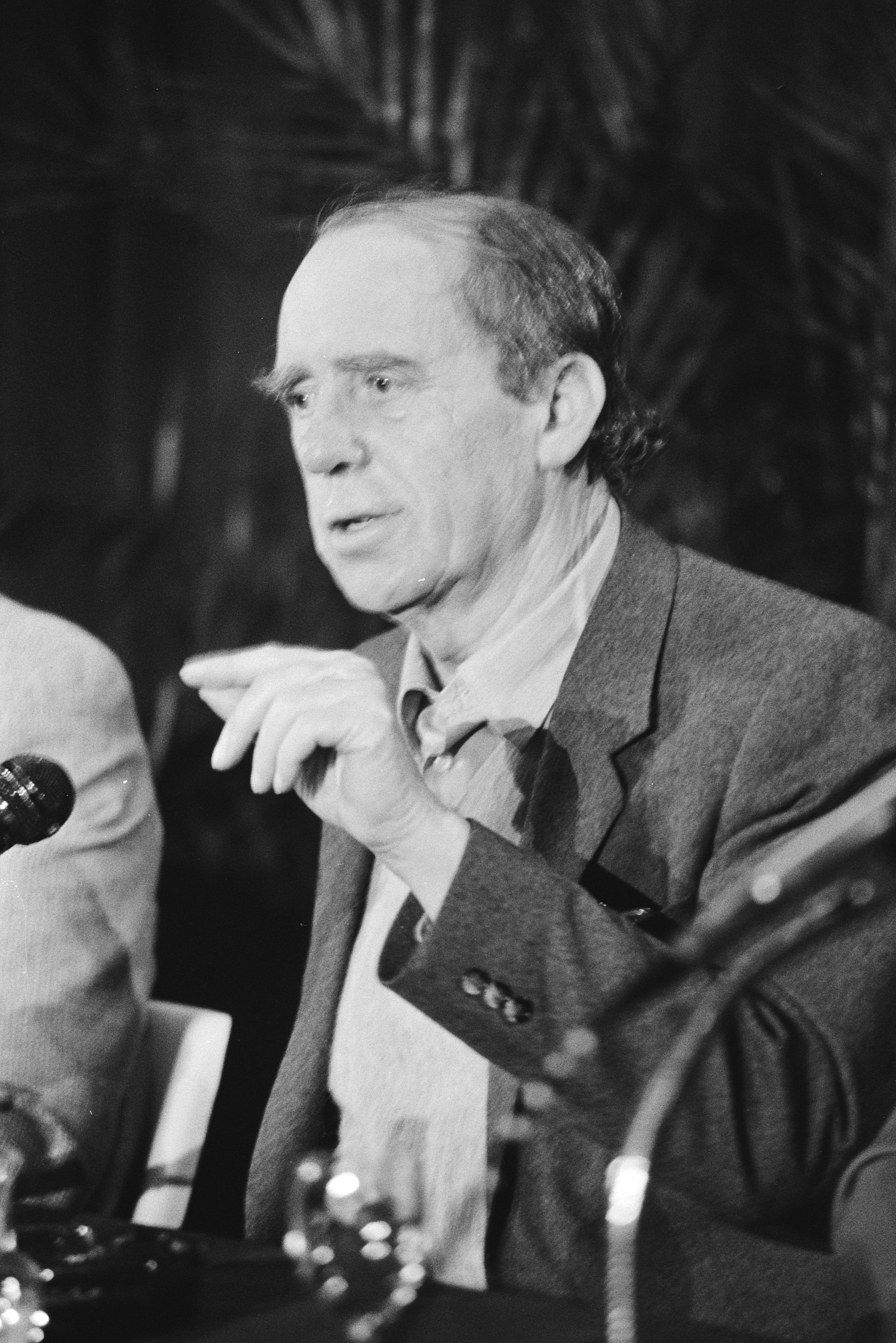
作家ハインリヒ・ベル(1917-1985)没。

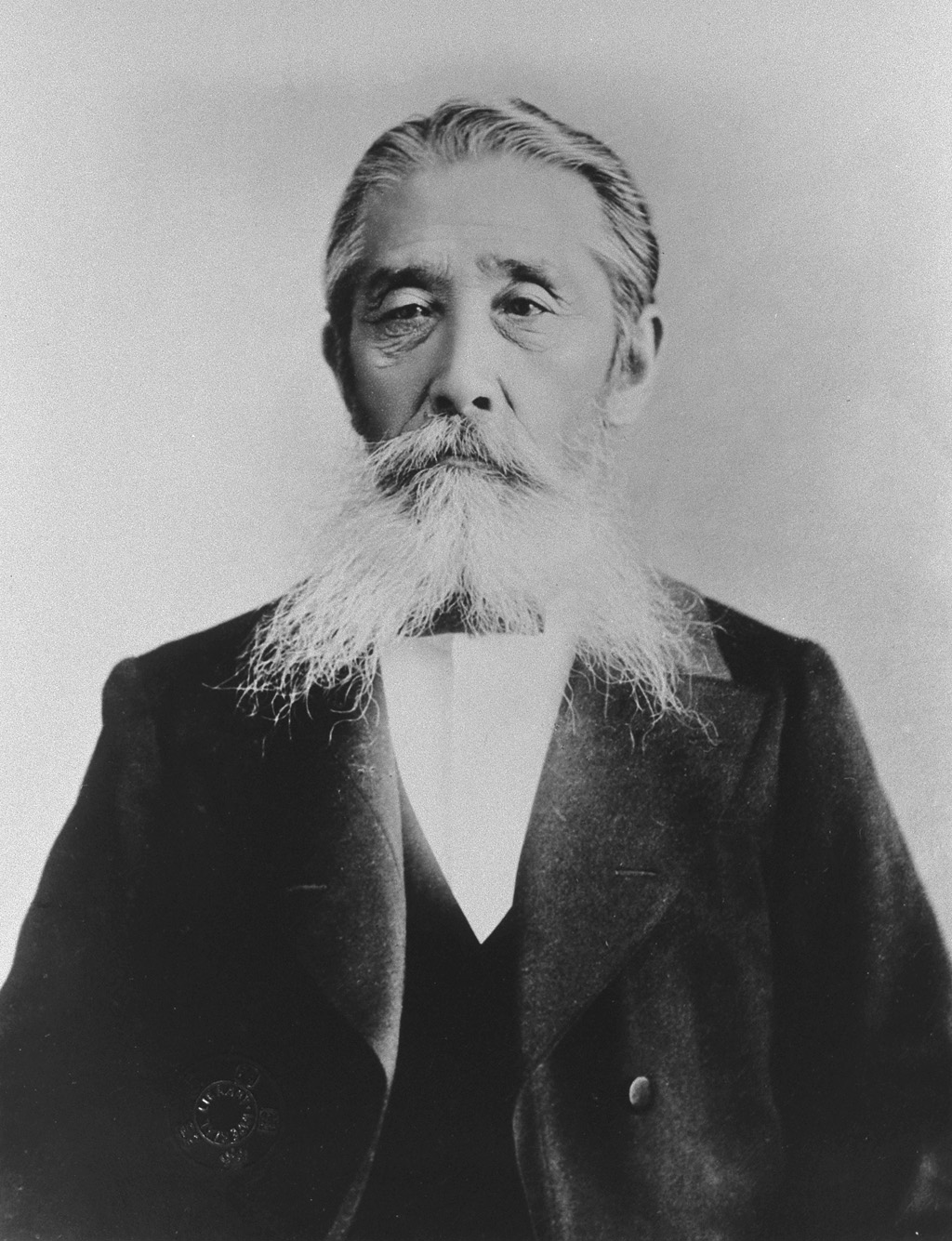
板垣退助(1837-1919)没。

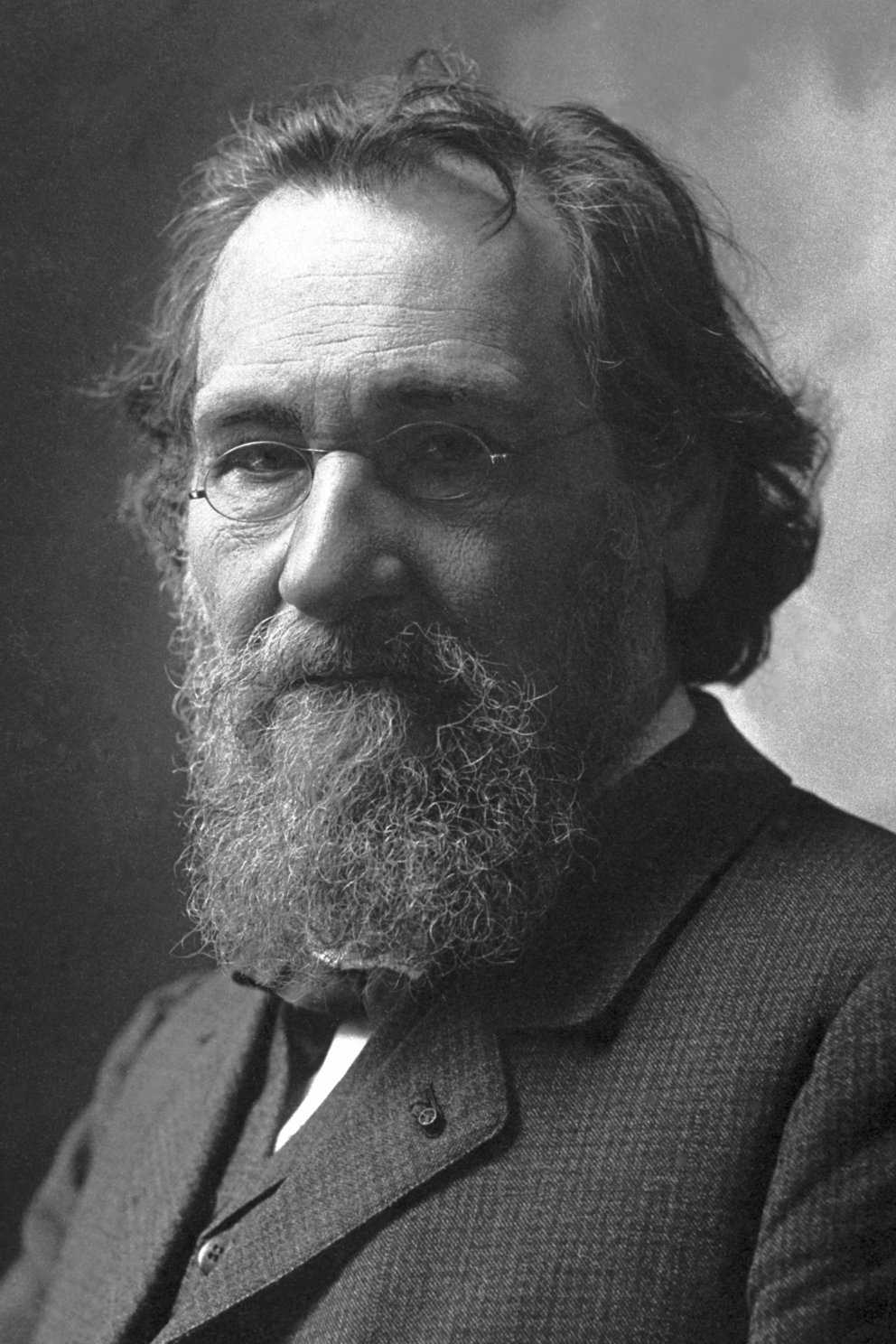
免疫系研究の先駆者、微生物学者イリヤ・メチニコフ(1845-1916)没。

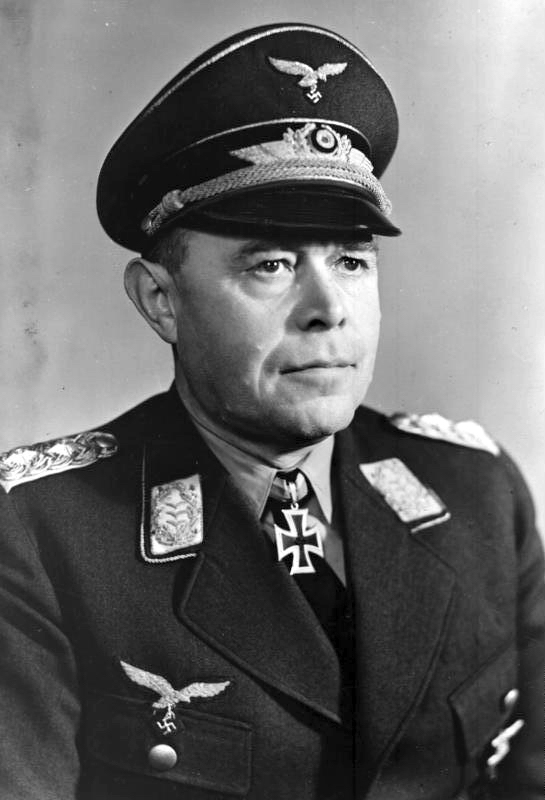
ドイツの軍人アルベルト・ケッセルリンク(1881-1960)没。

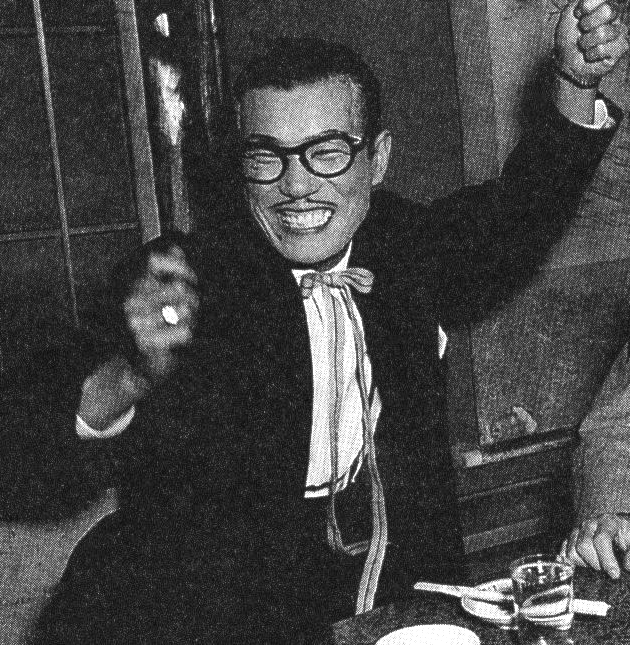
司会者、舞台芸人、ヴォードヴィリアントニー谷(1917-1987)没。

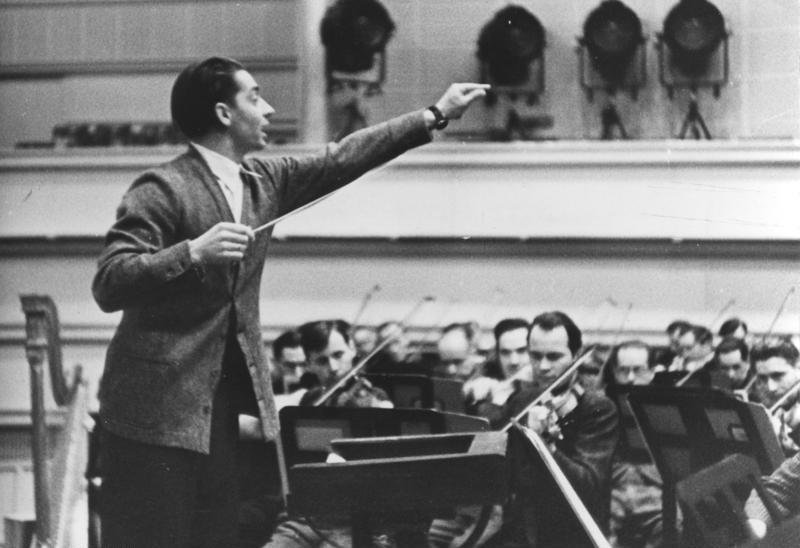
指揮者ヘルベルト・フォン・カラヤン(1908-1989)没。

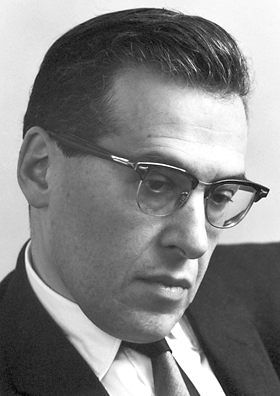
理論物理学者ジュリアン・シュウィンガー(1918-1994)没。

### 人物
- 947年（天暦元年6月26日）- 藤原忠文、平安時代の公卿（* 873年)
- 1216年 - インノケンティウス3世、第176代ローマ教皇（* 1216年）
- 1225年（嘉禄元年6月10日） - 大江広元、初代鎌倉幕府政所別当（* 1148年）
- 1312年（正和元年6月12日） - 北条宗宣、第11代鎌倉幕府執権（* 1259年）
- 1324年（元亨4年6月25日） - 後宇多天皇、第91代天皇（* 1267年）
- 1342年 - カーロイ1世、ハンガリー王（* 1288年）
- 1388年（嘉慶2年6月13日） - 二条良基、公卿、歌人、菟玖波集撰者（* 1320年）
- 1565年（永禄8年6月19日） - 伊達稙宗、陸奥国の戦国大名（* 1488年）
- 1637年（寛永14年5月24日） - 松浦隆信、第3代平戸藩主（* 1592年）
- 1663年 - ヴィルヘルム6世、ヘッセン＝カッセル方伯（* 1629年）
- 1664年 - ジョヴァンニ・ビリヴェルティ、画家（* 1585年）
- 1664年 - アンドレアス・グリューフィウス、詩人、劇作家（* 1616年）
- 1670年 - アブラハム・ディープラーム、画家（* 1622年）
- 1691年 - フランソワ＝ミシェル・ル・テリエ、フランス陸相（* 1641年）
- 1706年（宝永3年6月7日） - 山内豊房、第5代土佐藩主（* 1672年）
- 1729年 - ヨハン・ダーフィト・ハイニヒェン、作曲家（* 1683年）
- 1732年 - ウッズ・ロジャーズ、私掠船船長・初代バハマ総督（* 1679年）
- 1739年 - シャルル・フランソワ・デュ・フェ、化学者（* 1739年）
- 1740年 - マリア・アンナ、スペイン王カルロス2世の妃（* 1667年）
- 1747年 - ジュゼッペ・マリア・クレスピ、画家（* 1665年）
- 1763年 - ジャック・オトテール、作曲家（* 1674年）
- 1770年 - フランシス・コーツ、画家（* 1726年）
- 1773年 - ニルス・ローゼン・フォン・ローゼンシュタイン（英語版）、医学者、宮廷医師（* 1706年）
- 1782年 - ロヴィーサ・ウルリカ、スウェーデン王アドルフ・フレドリクの妃（* 1720年）
- 1829年（文政12年6月16日） - 近藤重蔵、探検家（* 1771年）
- 1847年 - フリードリヒ・ブルダッハ、解剖学者、生理学者（* 1776年）
- 1857年 - ピエール＝ジャン・ド・ベランジェ、抒情詩人、シャンソン作者（* 1780年）
- 1872年（明治5年6月11日） - 長岡謙吉、元海援隊隊士（* 1834年）
- 1873年 - 近衛忠房、江戸時代の公卿（* 1838年）
- 1882年 - メアリー・トッド・リンカーン、第16代アメリカ合衆国大統領エイブラハム・リンカーンの夫人（* 1818年）
- 1893年 - アントニオ・ギスランツォーニ、オペラ台本作家（* 1824年）
- 1896年 - エドモン・ド・ゴンクール、作家（* 1822年）
- 1910年 - アルベール・アンカー、画家（* 1831年）
- 1912年 - セラフィン・バローハ（英語版）、作家、鉱山技師（* 1840年）
- 1916年 - イリヤ・メチニコフ、微生物学者（* 1845年）
- 1917年 - 桂文三 (3代目)、落語家（* 1858年）
- 1919年 - 板垣退助、土佐藩士、政治家、自由民権運動の指導者（* 1837年）
- 1923年 - ルイ・クペールス、小説家（* 1863年）
- 1930年 - エクトール・リゴー、司祭、書誌研究家（* 1841年）
- 1953年 - ヒレア・ベロック、作家、歴史家、社会評論家（* 1870年）
- 1960年 - アルベルト・ケッセルリンク、ドイツ空軍の元帥（* 1881年）
- 1962年 - テオドール・リット、教育学者、哲学者（* 1880年）
- 1969年 - アンドレ・ルーチス、プロボクサー（* 1900年）
- 1969年 - 井植歳男、実業家、三洋電機創業者（* 1902年）
- 1973年 - 石井照久、法学者（* 1906年）
- 1976年 - 大竹作摩、政治家、元福島県知事（* 1895年）
- 1976年 - 山下登、元プロ野球選手（* 1934年）
- 1978年 - 中島武市、政治家、実業家（* 1897年）
- 1979年 - アルフレッド・デラー、声楽家（* 1912年）
- 1981年 - 四家文子、歌手（* 1906年）
- 1981年 - ハリー・チェイピン（英語版）、シンガーソングライター、慈善活動家（* 1942年）
- 1983年 - セルゲイ・チャリバシビリ、高飛び込み選手（* 1962年）
- 1985年 - 岩切章太郎、実業家、宮崎交通創業者（* 1893年）
- 1985年 - ハインリヒ・ベル、小説家（* 1917年）
- 1986年 - 高橋義治、実業家、元イ・アイ・イグループ会長（* 1916年）
- 1987年 - トニー谷、コメディアン（* 1917年）
- 1988年 - 澤井健一、武道家、太気拳創始者（* 1903年）
- 1989年 - ヘルベルト・フォン・カラヤン、指揮者（* 1908年）
- 1989年 - 夏村辰男、元騎手、元競輪選手、調教師（* 1921年）
- 1990年 - 八十島信之助、法医学者、札幌医科大学名誉教授（* 1914年）
- 1990年 - ミゲル・ムニョス、元サッカー選手、監督（* 1922年）
- 1990年 - 若原一郎、歌手（* 1931年）
- 1993年 - 小川平二、元労働大臣、自治大臣、文部大臣（* 1910年）
- 1994年 - ジュリアン・シュウィンガー、物理学者（* 1918年）
- 1995年 - スティーブン・スペンダー、詩人、批評家（* 1909年）
- 1997年 - ドラ・マール、写真家、画家（* 1907年）
- 1997年 - 喜屋武眞榮、教育者、武道家、政治家（* 1912年）
- 1997年 - 近藤正雄、プロ野球選手（* 1922年）
- 1998年 - 奥田敬和、元郵政大臣、自治大臣、運輸大臣（* 1927年）
- 1999年 - アンドレ・マルティネ、言語学者（* 1908年）
- 1999年 - 高柳先男、政治学者（* 1937年）
- 1999年 - ジョン・フィッツジェラルド・ケネディ・ジュニア、雑誌編集長（* 1960年）
- 1999年 - キャロリン・ベセット＝ケネディ、ジョン・F・ケネディJr.夫人（* 1966年）
- 1999年 - 柳原尋美、アイドル（カントリー娘。）（* 1979年）
- 2000年 - ウィリアム・フート・ホワイト、社会学者（* 1914年）
- 2000年 - ベアテ・ウーゼ、パイロット、実業家（* 1919年）
- 2000年 - 森下重好、元プロ野球選手（* 1920年）
- 2001年 - 寺沢光子、弁護士、女性初の地方裁判所所長（* 1926年）
- 2001年 - テリー・ゴディ、プロレスラー（* 1961年）
- 2002年 - 佐伯清、映画監督（* 1914年）
- 2002年 - 安岡満彦、裁判官、元最高裁判所判事（* 1920年）
- 2002年 - ジョン・コック、情報工学者（* 1925年）
- 2002年 - 中森三弥、写真家（* 1907年）
- 2004年 - 川村清一、政治家（* 1911年）
- 2004年 - 平野龍一、法学者（* 1920年）
- 2004年 - 笹井章、実業家、元明治製菓社長（* 1924年）
- 2004年 - 中野孝次、ドイツ文学者、評論家（* 1925年）
- 2004年 - 石川真澄、ジャーナリスト（* 1933年）
- 2004年 - 天野守信、合唱指揮者（* 1938年）
- 2005年 - 北村晴朗、心理学者（* 1908年）
- 2005年 - 扇畑忠雄、歌人（* 1911年）
- 2005年 - 山田俊雄、国語学者（* 1922年）
- 2005年 - 馬渕健一、実業家、マブチモーター創業者（* 1922年）
- 2005年 - ジョン・オストロム、古生物学者（* 1928年）
- 2005年 - 李玖、李王家当主（* 1931年）
- 2006年 - オッシ・ライヒェルト（英語版）、アルペンスキー選手、1956年コルチナ・ダンペッツオオリンピック金メダリスト（* 1925年）
- 2006年 - ボブ・オートン、プロレスラー（* 1929年）
- 2007年 - 成瀬映山、書家（* 1920年）
- 2007年 - ドミトリー・プリゴフ、詩人、芸術家（* 1940年）
- 2007年 - 鉄村和二郎[26]、実業家、元五洋建設社長（* 1941年）
- 2008年 - ジョー・スタッフォード、ポップ歌手、女優（* 1917年）
- 2009年 - 平井卓志、実業家、政治家、第50代労働大臣、四国新聞社社主、西日本放送社長（* 1931年）
- 2009年 - ウォルター・ウィルソン・ストサーズ（英語版）、数学者（* 1946年）
- 2010年 - ジェームズ・ギャモン、俳優（* 1940年)
- 2011年 - 梶井健一、実業家、元名古屋鉄道社長、元日銀考査局長（* 1916年）
- 2012年 - 松下正治、実業家、第2代松下電器産業（現パナソニック）社長（* 1912年）
- 2012年 - キティ・ウェルズ、カントリー歌手（* 1919年）
- 2012年 - ウィリアム・アッシャー（英語版）、テレビ・映画プロデューサー、脚本家、エリザベス・モンゴメリーの元夫（* 1921年）
- 2012年 - 中川志郎、獣医師、元多摩動物公園長・恩賜上野動物園園長（* 1930年）
- 2012年 - スティーブン・R・コヴィー、作家、経営コンサルタント（* 1932年）
- 2012年 - ジョン・ロード、キーボーディスト（元ディープ・パープル）（* 1941年）
- 2013年 - トールビョルン・ファルカンゲル、スキージャンプ選手、1952年オスロオリンピック銀メダリスト（* 1927年）
- 2013年 - 相原信行、元体操競技選手・指導者、1960年ローマオリンピック金メダリスト（* 1934年）
- 2014年 - 西藤直人、実業家、元住友ゴム工業社長（* 1932年）
- 2014年 - ジョニー・ウィンター、ミュージシャン（* 1944年）
- 2015年 - アルシデス・ギジャ、サッカー選手（* 1926年）
- 2015年 - 須藤永一郎、実業家、元吉野石膏社長（* 1934年）
- 2016年 - 椎木正和[27]、実業家、三洋商事（三洋信販）創業者（* 1928年）
- 2016年 - 片山文彦、神職、花園神社名誉宮司（* 1936年）
- 2016年 - ネイト・サーモンド、バスケットボール選手（* 1941年）
- 2016年 - 大場隆広、元プロ野球選手（* 1948年）
- 2017年 - ジョージ・A・ロメロ、映画監督（* 1940年）
- 2017年 - ナル・バハドゥール・バンダーリー、政治家、元インドシッキム州首相（* 1940年）
- 2017年 - 石沢隆夫、元陸上選手、元日本陸上競技連盟理事・総務委員長（* 1952年）
- 2018年 - クリスティアン・メン（英語版）、土木技師、橋梁設計者（* 1927年）
- 2019年 - ジョン・ポール・スティーブンス、法律家、法学者、最高裁判事（* 1920年）
- 2019年 - 鄭斗彦、政治家（* 1957年）
- 2020年 - 森﨑東、映画監督（* 1927年）
- 2020年 - トニー・テイラー、元プロ野球選手（* 1935年）
- 2021年 - 宮脇昭、生態学者、地球環境戦略研究機関・国際生態学センター終身名誉センター長、横浜国立大学名誉教授（* 1928年）
- 2021年 - 酒井政利、音楽プロデューサー（* 1935年）
- 2021年 - ビズ・マーキー、ヒップホップアーティスト（* 1964年）
- 2022年 - ジョセフィン・オルマン、スーパーセンテナリアン（* 1908年）
- 2022年 - ヘルベルト・W・フランケ、SF作家（* 1927年）
- 2022年 - 吉岡利固、実業家、元新日本海新聞社社主・グッドヒル社長（* 1928年）
- 2022年 - 三本和彦、モータージャーナリスト（* 1931年）
- 2022年 - 若乃花幹士、大相撲第56代横綱、年寄18代間垣（* 1953年）
- 2023年 - 谷崎義衛、物理化学者、東京工業大学・長岡技術科学大学名誉教授（* 1922年）
- 2023年 - 濱田晋作、益子焼陶芸家（* 1929年）
- 2023年 - 仁科和雄、実業家、元高島屋会長（* 1933年）
- 2023年 - 大野功統、大蔵官僚、政治家、元防衛庁長官（* 1935年）
- 2023年 - 大久保司、政治家、元茨城県結城郡八千代町長（* 1937年）
- 2023年 - ジェーン・バーキン、女優、歌手、モデル（* 1946年）
- 2023年 - ケビン・ミトニック、元クラッカー（ハッカー）（* 1963年）
- 2024年 - イレーネ・シュヴァイツァー、ジャズ・ピアニスト（* 1941年）
- 2024年 - 田崎正太郎、俳優（* 1958年）
- 2024年 - むつきつとむ、漫画家（* 生年不詳）
- 2025年 - コニー・フランシス、歌手、女優（* 1937年）

### 人物以外（動物など）
- 2002年 - エルコンドルパサー、種牡馬（* 1995年）
- 2008年 - カッタくん、日本初の人工孵化によって誕生したモモイロペリカン（* 1985年）

## 記念日・年中行事
- 海の日（ 日本、2007年・2012年・2018年・2029年）※7月の第3月曜日
- 盆送り火（ 日本）
盆の最終日。7月13日に迎えた祖先の霊を送り出す。焚いた送り火の煙に乗って帰るとされている。
- 国土交通Day（ 日本、2000年 - ）
国土交通行政に関する意義・目的、重要性を広く理解してもうらことを目的に制定。日付は、国土交通省設置法の公布日（1999年7月16日）から[28]。
- 長瀞観光の日（ 日本）
長瀞町の良さを広め、より多くの人に訪れてもらおうと2019年に埼玉県秩父郡長瀞町の長瀞町観光協会が制定。日付は、「なが（7）と（10）ろ（6）」の語呂合わせから[29]。
- 長良川まつり・鮎供養（ 日本）
毎年7月16日に水難防止と鮎供養を兼ねて行われる岐阜市の祭事。昔は、この祭が終わると川遊びをしても良いと言われてた。 神明神社で鵜匠らによる鮎供養が行われた後、提灯船が運航される[30]。
- 虹の日（ 日本）
デザイナーの山内康弘が、「人と人、人と自然、世代と世代が虹のようにつながる日に」と制定。日付は、「なな(7)い(1)ろ(6)」(七色)の語呂合わせから[31]。
- ZEPPET STOREの日（ 日本）
ZEPPET STOREのバンド結成30周年を記念して、ファンが記念日を贈ろうと立ち上げたクラウドファンディング、ナナイチロクプロジェクトが制定。日付はX JAPANのhideが設立したレコードレーベルLEMONedからリリースされたアルバム「716」から[32]。
- からしの日（ 日本）
代表的な香辛料であるからしの認知度を高め、その豊かな活用方法を広めようと、日本からし協同組合が制定。日付は、からし協同組合の前身である全国芥子粉工業協同組合が1957年のこの日に設立されたことから[33]。
- 駅弁記念日（ 日本）
1885年のこの日、日本鉄道の宇都宮駅の開業に合わせ、宇都宮の旅館「白木屋」が日本で初めて駅弁を発売したことを記念[34]。この日とは別に、4月10日が「駅弁の日」となっている。
- 大斎日／藪入り（ 日本）
毎月1日と16日は閻魔大王の縁日とされ、その中でも7月16日の縁日は大斎日と呼ばれ、閻魔様を本尊とする寺では御開帳が行われる。また、1月16日と7月16日は、かつて奉公人に与えられた年2回の休日「藪入り」にあたる。藪入りは、「地獄の釜の蓋も開く日」とも呼ばれ、地獄の鬼もその2日間は罪人の呵責を休むとされたため「地獄の鬼が休むくらいだから、この世の者も休もう」ということになったと伝わる。藪入りの日にあたるこの日は、多くの人々が縁日に出かけたり、帰省などが行われていた[35]。